# 維德拉 (布羅德區)
49°57′50″N 25°10′38″E / 49.96389°N 25.17722°E
維德拉（烏克蘭語：Видра），是烏克蘭西部的村莊，隸屬利維夫州的佐洛奇夫區。該村面積0.08平方公里，海拔高度289米，2001年人口8，人口密度每平方公里100人。